# Marc Chouarain
Pour les articles homonymes, voir Chouarain.
Marc Chouarain est un compositeur français de musique de filmet musicien.

## Biographie
Il commence le piano à l’âge de six ans, parfait son apprentissage auprès d’Irène Caumon (élève de Marguerite Long, concertiste de Ravel) et obtient son 1er prix à 11 ans.[réf. souhaitée]
Il accompagne sur scène et sur disque de nombreux artistes parmi lesquels Benjamin Biolay, Keren Ann , Raphaël, Woodkid, Danny Elfman, Orelsan, Booba et Diam’s.
En 2004, il écrit sa première musique de film pour Philippe de Chauveron avec qui il entame une collaboration qui le mènera à écrire la bande originale de ses plus gros succès: : Qu'est-ce qu'on a fait au Bon Dieu ? . 
Marc Chouarain collabore ensuite avec des réalisateurs aussi variés que Mélanie Laurent, Katia Lewkowicz, Isabella Rossellini, Clément Michel ou encore Hervé Mimran.
En 2015, la SACEM dévoile un classement du "top 20 de la French Touch des compositeurs de musique de film" faisant apparaitre Marc Chouarain en première place devant Alexandre Desplat et Howard Shore,,. Il est régulièrement cité parmi les compositeurs ayant marqué le box office,.
La diversité de ses expériences musicales ont naturellement mené Marc Chouarain en tant que multi-instrumentiste, à se spécialiser dans les créations d’univers musicaux singuliers, fort de son importante collection d’instruments historiques, multi-culturels ou expérimentaux. On peut l’entendre récemment dans le film « Conclave » (musique originale Volker Bertelmann, 2025) dont le Cristal Baschet joué par Marc Chouarain est une des identités sonores principales.
Sa collection personnelle d'instruments lui a inspiré "L'Expo Rétro" qui est en cours de création. Elle retracera l'histoire des premiers instruments électroniques du Théremin (1920) au premier synthétiseur Moog (70').

## Filmographie

### Cinéma
- 2005 : L'Amour aux trousses de Philippe de Chauveron
- 2012 : Les Infidèles (séquence de Jan Kounen) de Jean Dujardin, Michel Hazanavicius,Gilles Lellouche ...
- 2012 : Un bonheur n'arrive jamais seul de James Huth
- 2013 : Paulette de Jérôme Enrico
- 2013 : Joséphine de Agnès Obadia
- 2014 : Qu'est-ce qu'on a fait au Bon Dieu ?  de Philippe de Chauveron
- 2014 : Respire de Mélanie Laurent
- 2018 :  Galveston de Mélanie Laurent
- 2019 : Qu'est-ce qu'on a encore fait au Bon Dieu ? de Philippe de Chauveron
- 2023 : Noël Joyeux de Clément Michel

### Court-métrage
- 2004 : Embrasser les tigres de Teddy Lussi-Modeste
- 2014 : La Chair et les volcans de Clémence Demesme

### Télévision
- 2013 : Mammas (documentaire)

## Box-office en France
|   | Films                                       | Réalisateur           | Années | France (entrées) |
| 1 | Qu'est-ce qu'on a fait au Bon Dieu ?        | Philippe de Chauveron | 2014   | 12 236 166       |
| 2 | Qu'est-ce qu'on a encore fait au Bon Dieu ? | Philippe de Chauveron | 2019   | 6 680 000        |
| 3 | Un bonheur n'arrive jamais seul             | James Huth            | 2012   | 1 791 176        |
| 4 | Paulette                                    | Jérôme Enrico...      | 2013   | 1 016 928        |

## Théâtre
- 2017: Le Dernier testament, d'après le roman Le Dernier Testament de Ben Zion Avrohom de James Frey, mise en scène par Mélanie Laurent et Charlotte Farcet[14]

## Livres Audio
- 2015 : Demain, les aventures de Léo, Lou et Pablo à la recherche d'un monde meilleur de Cyril Dion et Mélanie Laurent, édité par Actes Sud
- 2014 : Iris et Lou de Coralie Clément, édité par Naïve
- 2013 : Iris a 3 ans de Coralie Clément, édité par Naïve